# L.U.N.A.
L.U.N.A. è il secondo album in studio del rapper italiano Frank Siciliano, pubblicato nel 2015 dalla Unlimited Struggle.

## Descrizione
Il titolo del disco è l'acronimo di L'ultima notte assieme, nome anche di un brano contenuto nell'album stesso. Il tema ricorrente nelle quattordici tracce è la notte e sono presenti diverse collaborazioni con altri artisti, tra cui DJ Shocca, Mistaman, Ghemon e Stokka & MadBuddy.

## Tracce
1. Intro – 1:15 (Frank Siciliano, DJ Shocca)
2. Buongiorno – 3:33 (Frank Siciliano, DJ Shocca)
3. Il cielo come china – 3:39 (Frank Siciliano, DJ Shocca)
4. Pelle, fumo e sogni (feat. Cali, Jonny Marsiglia) – 3:59 (Frank Siciliano, DJ Shocca, Cali, Jonny Marsiglia)
5. Oh Boy – 1:02 (Frank Siciliano, Madbuddy)
6. L'ultima notte assieme (feat. Ghemon) – 3:17 (Frank Siciliano, Big Joe, Ghemon)
7. Vieni con noi – 3:16 (Frank Siciliano, Fid Mella)
8. Rischiare di perderti (feat. Francesco Novara) – 3:34 (Frank Siciliano, DJ Shocca)
9. Tra sogno e realtà (feat. Mistaman) – 3:12 (Frank Siciliano, DJ Shocca, Mistaman)
10. 24 ore non bastano – 1:24 (Frank Siciliano, Zonta)
11. L'uomo allo specchio – 2:59 (Frank Siciliano)
12. La mia verità (feat. Stokka & MadBuddy) – 4:09 (Frank Siciliano, DJ Shocca, Stokka & MadBuddy)
13. Direzioni opposte RMX – 3:16 (Frank Siciliano, DJ Shocca)
14. Alla fine – 0:52 (Frank Siciliano, DJ Shocca)